# بيتر شيفر
بيتر شيفر (بالألمانية: Peter Schäfer)‏ هو مدير متحف ‏ وأستاذ جامعي ألماني، ولد في 29 يونيو 1943 في هوكيسفاغن في ألمانيا.

## وصلات خارجية
- بيتر شيفر على موقع مونزينجر (الألمانية)